# Undanträngningseffekt

IS-kurvan skiftar till höger vilket leder till högre räntesatser och en ökning i reell BNP.

Undanträngningseffekt, även känt under den engelska termen crowding out eller crowd out, är ett nationalekonomiskt begrepp som syftar på det fenomen som uppstår när ökade offentliga utgifter istället för att bidra till ekonomisk tillväxt minskar eller tränger undan mängden privata investeringar, på grund av att ränteökningen som resulterar från den ökade efterfrågan på pengar minskar incitamenten för företag att investera.
I teorin uppstår effekten när ökade offentliga lån som en del av en expansionistisk finanspolitik minskar mängden investeringar. De ökade lånen 'tränger undan' den privata investeringen. Om ökade statsutgifter eller minskade skatteintäkter leder till ett underskott finansierat av ökad belåning kan lånen öka räntesatserna vilket minskar mängden privata investeringar. Detta är omtvistat eftersom olika ekonomiska skolor har olika tankar om hur hushåll och företag reagerar på ökade statslån under olika förhållanden. När effekten benämns görs den vanligtvis det i betydelsen att statliga investeringar använder upp finansiella och andra resurser som annars skulle användas av privata företag. Vissa använder dock effekten för att syfta till fall där regeringar erbjuder en tjänst eller vara som annars skulle vara en möjlighet för privata företag att erbjuda.
Makroekonomiskt sett är det som händer att en ökad efterfrågan för belåningsbara fonder från regeringen (såsom exempelvis på grund av ett underskott) skiftar efterfrågekurvan av de belåningsbara fonderna höger och uppåt, vilket ökar den reella räntesatsen. En högre reell räntesats ökar alternativkostnaden av att låna pengar vilket minskar mängden räntekänsliga utgifter såsom investering och konsumtion. Regeringen har på så vis "trängt undan" investeringen.